# André Beaulieu
André Beaulieu, né le 22 janvier 1940 à Montréal au Québec (Canada), est un entraîneur professionnel canadien de hockey sur glace.

## Biographie
Beaulieu a joué brièvement au hockey professionnel mineur au cours de la saison 1960-1961 dans la Ligue internationale de hockey avec les Zephyrs de Muskegon. Il rejoint le St. Mary's College de Winona, dans le Minnesota de 1961-1962 à 1964-1965, où il est le meilleur marqueur de l'équipe chacune de ses quatre saisons. Il est intronisé au Temple de la renommée du collège en 1974.
Après sa carrière universitaire, il devient responsable du programme de hockey mineur à Shawinigan au Québec tout en jouant au niveau semi-professionnel pour les Cataractes de Shawinigan de la Ligue mauricienne de hockey.
En 1967-1968, il retourne au Minnesota pour devenir entraîneur de l'équipe de hockey de l'école secondaire Hill-Murray. En 1973-1974, il prend les rênes des Minnesota Junior Stars de la Midwest Junior Hockey League. En 1974-1975, il devient l'entraîneur-chef de l'équipe U20 des États-Unis.
Beaulieu se joint aux North Stars du Minnesota de la Ligue nationale de hockey en tant qu'entraîneur adjoint pour la saison 1976-77 et est élevé au poste d'entraîneur-chef par intérim des North Stars vers la fin de la saison 1977-1978 à la suite du renvoi de l'entraineur-chef Ted Harris.
Après son départ des North Stars du Minnesota, il est entraîneur des Musketeers de Sioux City de la United States Hockey League en 1978-79 et des Richmond Rifles de la Eastern Hockey League en 1979-1980 et 1980-1981. Il retourne en LNH comme assistant-entraîneur des Rangers de New York en 1980-81.
Après trois saisons, de 1991-1992 à 1993-1994, comme entraîneur-adjoint pour l'université de Wisconsin - River Falls, il devient dépisteur pour les Rangers de New York de 1994-1995 à 2007-2008, puis pour les Flyers de Philadelphie de 2008-2009 à 2013-2014.

## Statistiques

### Joueur
| Saison    | Équipe              | Ligue |    | Saison régulière | Saison régulière | Saison régulière | Saison régulière | Saison régulière |   | Séries éliminatoires | Séries éliminatoires | Séries éliminatoires | Séries éliminatoires | Séries éliminatoires |
| Saison    | Équipe              | Ligue | PJ | B                | A                | Pts              | Pun              | PJ               | B | A                    | Pts                  | Pun                  |                      |                      |
| 1960-1961 | Zephyrs de Muskegon | LIH   | 4  | 1                | 0                | 1                | 0                | -                | - | -                    | -                    | -                    |                      |                      |

### Entraîneur-chef
| Saison    | Équipe                   | Ligue  |    | PJ | V  | D | N             |  | Séries éliminatoires |
| 1973-1974 | Minnesota Junior Stars   | MidJHL | 60 | 44 | 13 | 3 |               |  |                      |
| 1977-1978 | North Stars du Minnesota | LNH    | 32 | 6  | 23 | 3 | Non qualifiés |  |                      |
| 1978-1979 | Musketeers de Sioux City | USHL   | 49 | 24 | 25 | 0 |               |  |                      |
| 1979-1980 | Rifles de Richmond       | EHL    | 70 | 40 | 24 | 6 |               |  |                      |